# Mad'House
Pour les articles homonymes, voir Madhouse.
Mad'House est un groupe de house français, spécialisé dans des reprises de Madonna.

## Biographie
C'est en écoutant un remix amateur diffusé sur Internet, le mashup Madonna vs. Black Legend : You Are Like a Prayer to Me (qui mélangeait Like a Prayer de Madonna avec le rhythm house de You See the Trouble With Me, une chanson de 2000 du groupe Black Legend (groupe formé par les DJ italiens Enrico Ferrari et Ciro Sasso, et le chanteur anglais Elroy Spoonface Powell), titre qui samplait une version live de ce morceau de Barry White) que le DJ français Mukendi M'Bambi et le musicien producteur Stéphane Durand Targa (Blend), ont l'idée d'en faire un enregistrement de meilleure qualité. Ils recrutent alors la chanteuse hollandaise d'origine turque Buse Ünlü et sortent le single Like a Prayer qui sera no 1 en Allemagne, no 2 en Belgique, no 5 en Hollande, et en France (classé 31 semaines dans le Top 50).
En juin 2002, ils sortent un album, Absolutely Mad et deux autres singles Holiday (classé 10e au Top 50) et Like a Virgin.
D'autres musiciens se sont inspirés de Mad'House, King of House ainsi que Funkbuster qui ont repris Michael Jackson et Queen Factory,(Stéphane Durand Targa), qui a repris Another One Bites the Dust de Queen.

## Discographie

### Album studio
| Titre          | Détails                                                         | Meilleure position | Meilleure position | Meilleure position | Meilleure position | Meilleure position | Meilleure position | Meilleure position |
| Titre          | Détails                                                         | AUT                | BEL                | FRA                | ALL                | P.-B               | SUÈ                | SUI                |
| -------------- | --------------------------------------------------------------- | ------------------ | ------------------ | ------------------ | ------------------ | ------------------ | ------------------ | ------------------ |
| Absolutely Mad | - Sortie : 2 septembre 2002 - Label : Universal Licensing Music | 13                 | 19                 | 3                  | 12                 | 54                 | 30                 | 12                 |

### Singles
| Année | Single        | Meilleure position | Meilleure position | Meilleure position | Meilleure position | Meilleure position | Meilleure position | Meilleure position | Meilleure position | Meilleure position | Meilleure position | Meilleure position | Album          |
| Année | Single        | AUS                | AUT                | BEL                | DAN                | FRA                | ALL                | IRL                | P-B                | SUÈ                | SUI                | R.-U               | Album          |
| ----- | ------------- | ------------------ | ------------------ | ------------------ | ------------------ | ------------------ | ------------------ | ------------------ | ------------------ | ------------------ | ------------------ | ------------------ | -------------- |
| 2002  | Like a Prayer | 53                 | 1                  | 2                  | 18                 | 5                  | 1                  | 1                  | 2                  | 18                 | 2                  | 3                  | Absolutely Mad |
| 2002  | Holiday       | —                  | 19                 | 15                 | —                  | 10                 | 23                 | 19                 | 17                 | 53                 | 18                 | 24                 | Absolutely Mad |
| 2002  | Like a Prayer | —                  | 55                 | 31                 | —                  | 55                 | 67                 | —                  | 56                 | —                  | 98                 | —                  | Absolutely Mad |